# María de Pablos Cerezo
María de Pablos Cerezo (Segòvia, 8 de novembre de 1904 - Madrid 1 de novembre de 1990) fou una compositora, pianista i pionera com a directora d’orquestra espanyola. Va ser la primera dona a presentar-se a unes oposicions de composició i guanyar, amb tan sols 23 anys, el primer Premi de Composició del Conservatori, amb un poema simfònic propi titulat “Castilla” i “Ave verum” de caràcter religiós. Com tantes altres dones de la Generació del 27 va caure en l’oblit fins que en el 2016 Mariano Gómez de Caso va publicar la seva biografia.

## Biografia

### Primers anys
Va començar a estudiar solfeig i piano a Segòvia fins al 1914, quan tota la seva família es va traslladar a Madrid per motius de treball del pare. Maria de Pablos va seguir els seus estudis musicals al Conservatori de Madrid, on va cursar harmonia i composició amb professors com Conrado del Campo. El seu pare va insistir que ella i la seva germana seguissin amb els seus estudis musicals, fet excepcional tenint en compte l’època i el context social. Seguint la seva formació, va obtenir la titulació d’harmonia, des del 1917 fins al 1919 i finalment, de composició. Del 1917 al 1919 va estudiar acompanyament de piano.
En aquell moment, a més de continuar amb l’èxit dels seus estudis de música en el conservatori superior de Madrid, ja tenia la seva plaça aconseguida per l’oposició del Cos Auxiliar Femení de Correus.
L’1 de juliol de 1927, als 23 anys, va aconseguir el primer Premi de Composició musical. Va ser l'única dona admesa. Pel concurs va presentar un poema simfònic, “Castilla”, i “Ave verum” de caràcter religiós. La presentació de les obres candidates es va realitzar al Teatre Còmic de Madrid. La interpretació va ser a càrrec de l’orquestra filharmònica de Madrid dirigida per Antonio Saco del Val i de membres de la Capilla Real. El jurat estava compost per Antonio Fernández Bordas, Bartolomé Pérez Casas, Ricardo Villa i Tomás Bretón.
Un any després, el 1928, María de Pablos va guanyar l’oposició per la plaça de música de l’Acadèmia d’Espanya a Roma. Per optar a aquesta beca va haver de presentar tres obres: una fuga, una composició de caràcter religiós per a orquestra i veus i un acte d’òpera espanyola, aquestes dues últimes amb lletra original de Luis Fernández Ardavín. El jurat estava format per Emilio Serrano, Miguel Santoja, Tomás Bretón, Pedro Fontanilla i Rogelio del Villar. Va aconseguir la puntuació més alta, convertint-se en la primera dona a rebre aquesta beca. Tanmateix, en l’àmbit de la pintura, el 1887, Carlota Rosales va ocupar la plaça de l'Acadèmia de Roma, tot i que fora del procés d’oposició.

### Etapa a Roma
Va prendre la possessió de la seva beca a Roma l’1 d’octubre del 1927, on va viatjar acompanyada de la seva mare. Immediatament, van sorgir complicacions pel fet de ser dona pel que fa l'estança a la residència, ja que a la seva mare no la deixava estar sola en una ciutat estrangera només amb homes, explica el seu biògraf Mariano Gómez de Caso. Allà, l'exigència evident pels becaris d'assistir als esdeveniments culturals xoca amb la prohibició que les dones, vagin soles pel carrer a partir d’una hora determinada. La seva condició de pionera, per a la qual l’Acadèmia de Roma no estava preparada. Això es contemplava en les cartes que s’intercanviaven María de Pablos amb Miguel Blay, director de l’Acadèmia en aquell moment, el qual la compositora intentava que s’adaptessin la seva estança a l’excepcionalitat de la situació.
La seva estança a Roma va durar quatre anys, període en el qual va presentar al director de l’Acadèmia un quartet per corda, una composició religiosa, un poema simfònic i un acte d’òpera així com fer estudis en diferents centres formatius de Roma i un any a l'estranger.
Poc després d’iniciar-se el curs, el desembre de 1928 va fer un concert de piano, en el qual va executar obres clàssiques i de contemporanis espanyols davant l’ambaixador d'Espanya que va acudir a l’Acadèmia amb altres personalitats.
El gener de 1929 va compondre, a instàncies de Miguel Bay, director del centre, un poema que va titular “Roma”. Al maig del mateix any van interpretar al piano el seu poema simfònic “Castilla” davant de professors del conservatori de Sta. Cecilia, crítics i periodistes italians. També en aquell mateix mes, en la inauguració de la Casa d’Espanya a Roma, va interpretar “La danza de la molinera” i “La danza del amor brujo” de Manuel de Falla. Va presentar, complint amb el programa de l’Academia, el seu quartet “Sonata Romántica”, per a dos violins, viola i violoncel.
El 19 de desembre del 1929, durant les vacances de Nadal, va assistir a Segòvia per un concert organitzat per la Societat Filharmònica. Es va estrenar el seu quartet per corda en La menor, a càrrec del quartet Rafael, format per destacats professors de l’Orquestra Filharmònica de Madrid. A més, es va interpretar la seva obra “7 cançons”, la qual la compositora va interpretar la part de piano.
Al 28 de febrer de 1930, Unión Radio va programar les seves obres, “Sonata Romántica” interpretades per Francés, Tomé, Del Campo i Cassaux, “Cuatro Canciones” per soprano, interpretades per Sylvía Serlof, acompanyada al piano per l’autora, “Dos canciones” per tenor sobre textos de Diéz-Canedo, una d’elles a duo amb Serolf i Ricardo Blanco, i “Dos apuntes musicales españoles”, per violí i violoncel solista sobre un fons d’orquestra de corda. Arran d’aquest concert la compositora va haver d’allargar la seva estança a Madrid i retardar el seu viatge a París.

### Etapa a París
Com a requisit de la beca de l'Acadèmia de Roma, María de Pablos havia de formar-se durant un any a l’estranger. Així doncs, després de la seva formació a Roma es va traslladar a París el 27 de març 1930, juntament amb la seva mare. Per les cartes que es conserven amb Miguel Blay, director de l’Acadèmia, se sap que va passar uns mesos a Madrid i es desconeix exactament la raó.
En aquesta ciutat, va tenir l'oportunitat d'accedir als actes culturals que l’Acadèmia convocava, com por eixample, un Concert interpretat per l’orquestra de Nova York dirigida per Toscanini. Pel que fa a la seva formació, va estudiar a l’École Normale de Musique de París, on va rebre classes de Composició amb Paul Dukas i d’harmonia amb Nadia Boulanger, considerada una de les millors pedagogues musicals del món i que va tenir deixebles com Astor Piazzolla, Manuel M. Ponce, Beatriz Ferreira, Philip Glass, Quincy Jones, entre d'altres. A les qualificacions de la compositora, Nadia va dir: “Molt música -molt interessada- ha fet un gran treball d’imaginació. Té reals dots artístics”. Allà va coincidir amb altres alumnes espanyols de Dukas, com Arturo Dúo Vital, Jesús Arámbarri i Joaquín Rodrigo. Va estudiar en aquesta escola el que quedava de curs (1929-1930). Durant l’estiu del 1930 també va continuar rebent classes particulars de Dukas.

### Tornada a Madrid
Donats els seus bons resultats en l’École Normal de Musique de París, va iniciar el curs 1930-1931 també en aquesta institució. No obstant això, malgrat aquest fervor, el novembre de 1931, María de Pablos va demanar un permís de tres mesos de suspensió de la pensió per poder traslladar-se a Madrid. No va ser fins a desembre del mateix any quan juntament amb la seva mare van tornar a la capital espanyola. Es desconeixien els motius pels quals de Pablos va prendre aquesta decisió.
Durant el que quedava de curs i el curs 1931-1932, María va romandre a Madrid, encara amb risc de perdre la seva beca. Va continuar fent classes de composició amb Paul Dukas per correspondència durant un temps i amb Conrado del Campo, amb el seu antic professor del Conservatori de Madrid.
Entre febrer de 1933 i abril de 1934 va treballar en el Conservatori de Madrid com a substituta de Bartolomé Pérez Casas. Tot i això, va haver de deixar aquest lloc per motius de salut, els quals es desconeixen. A partir d'aquell moment, a carrera musical de María de Pablos s’esvaeix. Únicament s’ha pogut recuperar una obra posterior al 1929: “La cabrerilla”, del 1934, per quatre veus mixtes.

### Retir
És escasa la informació que hi ha sobre la vida professional de María de Pablos a partir de la Guerra Civil. En el 1939 va demanar el reingrés en el cos de correus i se li va concedir. Durant el curs 1941-1942 va estar matriculada en el Conservatori madrileny, en les assignatures de Folklore, Estètica i Història de la música i acompanyament.
Durant els anys 40 va ser ingressada en el Sanatori Esquerdo de Carabanchel, on va ser resident com a malalta crònica fins a la seva mort l’1 de novembre del 1990. Es desconeix quina va ser la malaltia que va patir.

## Reconeixement pòstum

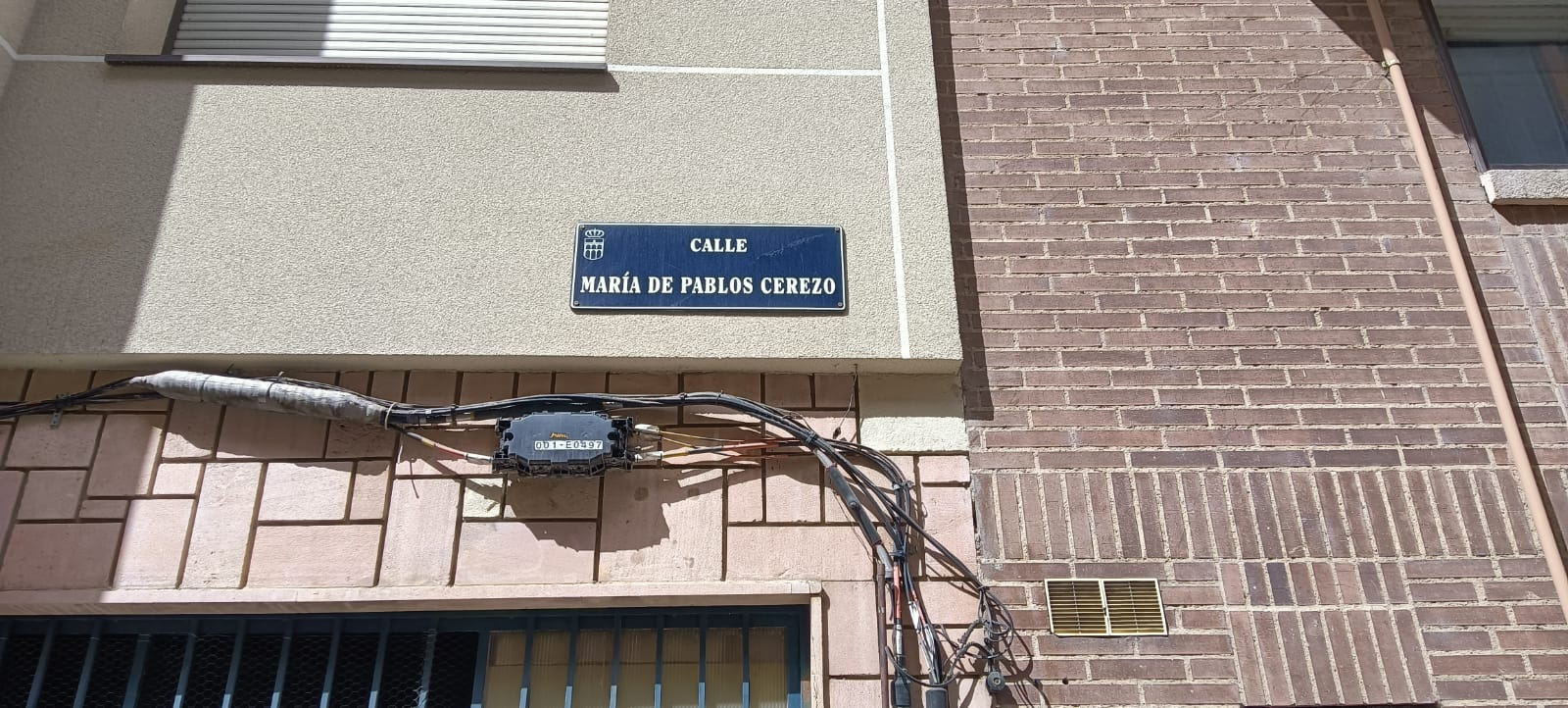
Carrer María de Pablos Cerezo, Segovia

L'abril de 2016, el carrer Sargento Provisional va passar a denominar-se carrer María de Pablos Cerezo recuperant la seva memòria després d’una votació popular en el barri de Santa Eulalia de Segovia.
A l’octubre del 2016 es va fer un concert en memòria a María de Pablos. El repertori va ser “Siete canciones” y va comptar amb les intèrprets Blanca Gómez (soprano), Miguel Bernal (tenor), Vanesa Martí (violí), Elia Lorenzo (violoncel) i Puerto González (piano)
El 2018 es va celebrar a Segòvia la primera edició del Concurs Internacional de Composició María de Pablos orientat a reconèixer el talent de compositores musicals de totes les edats i nacionalitats i difondre la seva obra.

## Fons de María Pablos
El Fons María de Pablos, format per documents produïts i reunits en la seva vida en l’exercici de la seva professió com a compositora i docent, està custodiada en el Centre de Documentació de les Arts Escèniques i de la Música (CDAEM).

## Catàleg d'obres recuperades
| Obra                                | Formació                                                    | Estrena       |
| ----------------------------------- | ----------------------------------------------------------- | ------------- |
| Castilla                            | Orquestra                                                   | 1927, Madrid  |
| Ave verum                           | Cor SATB, orgue, flauta, clarinet en Sib i quartet de corda | 1927, Madrid  |
| La infanta Desdén                   | (ópera)                                                     | 1927, Madrid  |
| Cuarteto en Lam                     | Quartet de corda                                            | 1929, Segòvia |
| Roma                                | Orquestra simfónica (no es conserva partitura)              | 1929          |
| Dos apuntes musicales españoles nº1 | Violí solista, quartet de corda i contrabaix                | 1929          |
| Dos apuntes musicales españolas nº2 | Violoncel solista, quartet de corda i contrabaix            | 1930          |
| Siete canciones                     | Soprano, tenor, violí, violoncel i piano                    | 1929, Segovia |
| Sonata Romántica                    | Quartet de corda                                            | 1919, Roma    |
| Pequeña suite española              | (no es conserva partitura)                                  | 1932          |
| La cabrerilla                       | Cor SATB                                                    | 1934          |